# 나미이타카이간역
나미이타카이간역(일본어: 浪板海岸駅)은 일본 이와테현 가미헤이군 오쓰치정에 위치한 동일본 여객철도 야마다 선의 철도역이다. 단선 승강장 1면 1선의 구조를 갖춘 지상역이다.

## 역 주변
- 국도 제45호선
- 나미이타 해안

## 역사
- 1961년 12월 20일 : 나미이타역으로서 개업.
- 1987년 4월 1일 : 일본국유철도 분할 민영화에 의해, 동일본 여객철도가 승계.
- 1994년 12월 3일 : 나미이타카이간역으로 개칭.
- 2011년 3월 11일 : 동일본 대지진 피해 영향으로 인해 영업 중단.

## 인접 역
| 동일본 여객철도 야마다 선    | 동일본 여객철도 야마다 선 | 동일본 여객철도 야마다 선 |
| ---------------------------- | ------------------------- | ------------------------- |
| 이와테후나코시 모리오카 방면 | ■ 야마다 선               | 기리키리 가마이시 방면    |